# Aleksander (Paulus)

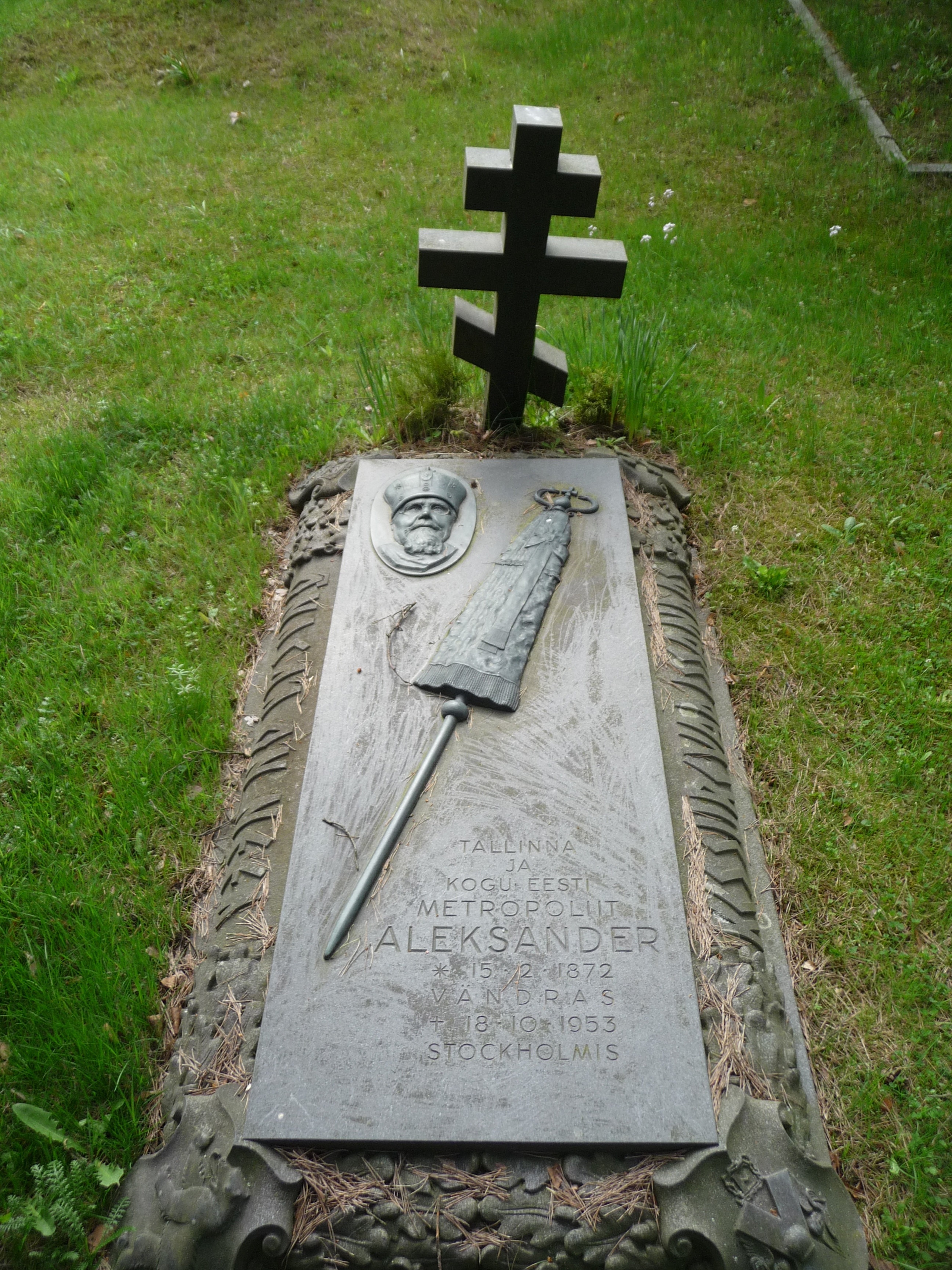
Nagrobek metropolity Aleksandra

Aleksander, imię świeckie Aleksander Paulus (ur. 14 lutego 1872 w Oriküli, zm. 18 października 1953 w Sztokholmie) – estoński duchowny prawosławny, pierwszy zwierzchnik autonomicznego Estońskiego Kościoła Prawosławnego w jurysdykcji Rosyjskiego Kościoła Prawosławnego, a następnie Patriarchatu Konstantynopolitańskiego.

## Życiorys
Był synem prawosławnych estońskich chłopów Karla Paulusa i Liizy z d. Kirkmann. W 1894 ukończył seminarium duchowne w Rydze. Nie przyjął jednak święceń duchownych, lecz podjął pracę jako psalmista i nauczyciel szkół parafialnych w różnych parafiach eparchii ryskiej i mitawskiej. W 1901 ożenił się z Zinaidą Achtmann i 29 sierpnia 1901 przyjął święcenia kapłańskie z rąk biskupa ryskiego i mitawskiego Agatangela. W 1909 jego żona zmarła. Służył w różnych parafiach na terenie Estonii.
W 1920 patriarcha moskiewski i całej Rusi Tichon powołał do życia Estoński Kościół Prawosławny, grupujący prawosławne placówki duszpasterskie na terenie niepodległej Estonii. We wrześniu 1920 sobór Estońskiego Kościoła Prawosławnego wybrał na jego pierwszego zwierzchnika ks. Aleksandra Paulusa. 4 grudnia 1920 duchowny złożył śluby mnisze w riasofor, bez przyjmowania nowego imienia mniszego. Dzień później w soborze św. Aleksandra Newskiego w Tallinnie przyjął chirotonię biskupią z rąk byłego arcybiskupa pskowskiego i porchowskiego Euzebiusza oraz biskupa fińskiego i wyborskiego Serafina. Został wówczas pierwszym zwierzchnikiem autonomicznego Kościoła Estońskiego. W 1923 uczestniczył w rozmowach z patriarchą konstantynopolitańskim Melecjuszem IV w sprawie przejścia podległej mu struktury w jurysdykcję Patriarchatu Konstantynopola. Mimo braku zgody Patriarchatu Moskiewskiego na takie rozwiązanie, Kościół Estoński stał się autonomiczną metropolią podległą Patriarsze Konstantynopola i od 1926 posługiwał się nazwą Estoński Apostolski Kościół Prawosławny.
Dzięki wysiłkom i autorytetowi metropolity Aleksandra w 1934 prawosławne parafie w Estonii zyskały osobowość prawną, a także odszkodowanie za znacjonalizowane w latach 20. ziemie cerkiewne. Metropolita przyczynił się do uratowania przed rozbiórką soboru św. Aleksandra Newskiego w Tallinnie. W 1935 sobór Estońskiego Apostolskiego Kościoła Prawosławnego przyjął nowy regulamin wewnętrzny Kościoła. Od 1937, na mocy nowej konstytucji Estonii, metropolita Aleksander jako zwierzchnik Estońskiego Apostolskiego Kościoła Prawosławnego został członkiem Rady Państwa.
W 1940, po aneksji Estonii do ZSRR, autonomia Estońskiego Apostolskiego Kościoła Prawosławnego została zlikwidowana. 30 marca 1941 metropolita Aleksander złożył przed metropolitą moskiewskim i kołomieńskim Sergiuszem akt pokutny za wcześniejsze przyczynienie się do wystąpienia Kościoła Estońskiego z jurysdykcji Patriarchatu Moskiewskiego. Metropolita Sergiusz utworzył w miejsce autonomicznych Kościołów Łotwy i Estonii Egzarchat Krajów Bałtyckich z metropolitą wileńskim i litewskim Sergiuszem na czele. Metropolita Aleksander zachował zarząd eparchii tallińskiej.
Po ataku Niemiec na ZSRR i zajęciu Estonii przez wojska niemieckie metropolita Aleksander ogłosił ponowne utworzenie Estońskiego Apostolskiego Kościoła Prawosławnego. 19 września 1941 struktura ta została oficjalnie zarejestrowana jako jedyna jurysdykcja prawosławna na terenie okupowanej Estonii. 5 listopada 1942 Patriarchat Moskiewski ogłosił suspendowanie metropolity Aleksandra i zapowiedział oddanie go pod sąd biskupów, do czego jednak nigdy nie doszło. Aleksander zyskał poparcie parafii etnicznie estońskich i części rosyjskich. Większość z tych drugich, zgrupowanych w eparchii narewskiego kierowanej przez biskupa Pawła (Dmitrowskiego) pozostała jednak w jurysdykcji Patriarchatu Moskiewskiego. W 1944 wycofujący się Niemcy przymusowo wywieźli metropolitę Aleksandra do Niemiec i umieścili w obozie pod Oldenburgiem. Razem z nim na emigrację udało się 22 duchownych i część wiernych Estońskiego Autokefalicznego Kościoła Prawosławnego. W 1947 metropolita Aleksander zamieszkał w Sztokholmie. Do śmierci tytułował się metropolitą tallińskim i całej Estonii i tworzył poza granicami ZSRR parafie dla prawosławnych Estończyków na emigracji (łącznie powstało ich 17). 
Zmarł w 1953 i został pochowany na Cmentarzu Leśnym w Sztokholmie.